# Lista över fornlämningar i Enköpings kommun (Sparrsätra)
Lista över fornlämningar i Enköpings kommun (Sparrsätra) är en förteckning av ett urval av de fornlämningar som finns i Sparrsätra i Enköpings kommun.
| Namn             | Lämningstyp                 | Tillkomsttid | Historisk indelning | Plats | Läge                 | ID-nr          | Bild                                 |
| ---------------- | --------------------------- | ------------ | ------------------- | ----- | -------------------- | -------------- | ------------------------------------ |
| Sparrsätra 1:1   | Runristning                 |              | Sparrsätra, Uppland |       | 59.701596, 16.988037 | 10026900010001 | Ladda upp en bild av detta fornminne |
| Sparrsätra 2:1   | Röse                        |              | Sparrsätra, Uppland |       | 59.703522, 16.995483 | 10026900020001 | Ladda upp en bild av detta fornminne |
| Sparrsätra 3:1   | Hög                         |              | Sparrsätra, Uppland |       | 59.703713, 17.003253 | 10026900030001 | Ladda upp en bild av detta fornminne |
| Sparrsätra 3:2   | Stensättning                |              | Sparrsätra, Uppland |       | 59.703908, 17.003589 | 10026900030002 | Ladda upp en bild av detta fornminne |
| Sparrsätra 4:1   | Stensättning                |              | Sparrsätra, Uppland |       | 59.703181, 17.003932 | 10026900040001 | Ladda upp en bild av detta fornminne |
| Sparrsätra 4:2   | Hällristning                |              | Sparrsätra, Uppland |       | 59.703181, 17.003932 | 10026900040002 | Ladda upp en bild av detta fornminne |
| Sparrsätra 5:1   | Stensättning                |              | Sparrsätra, Uppland |       | 59.703548, 17.004205 | 10026900050001 | Ladda upp en bild av detta fornminne |
| Sparrsätra 5:2   | Stensättning                |              | Sparrsätra, Uppland |       | 59.703478, 17.004380 | 10026900050002 | Ladda upp en bild av detta fornminne |
| Sparrsätra 6:1   | Hällristning                |              | Sparrsätra, Uppland |       | 59.701226, 17.003625 | 10026900060001 | Ladda upp en bild av detta fornminne |
| Sparrsätra 15:1  | Stensättning                |              | Sparrsätra, Uppland |       | 59.703068, 16.969650 | 10026900150001 | Ladda upp en bild av detta fornminne |
| Sparrsätra 16:1  | Stensättning                |              | Sparrsätra, Uppland |       | 59.703368, 16.970333 | 10026900160001 | Ladda upp en bild av detta fornminne |
| Sparrsätra 17:1  | Stensättning                |              | Sparrsätra, Uppland |       | 59.699674, 16.969185 | 10026900170001 | Ladda upp en bild av detta fornminne |
| Sparrsätra 18:1  | Stensättning                |              | Sparrsätra, Uppland |       | 59.715204, 16.975180 | 10026900180001 | Ladda upp en bild av detta fornminne |
| Sparrsätra 18:2  | Stensättning                |              | Sparrsätra, Uppland |       | 59.715124, 16.975178 | 10026900180002 | Ladda upp en bild av detta fornminne |
| Sparrsätra 21:1  | Stensättning                |              | Sparrsätra, Uppland |       | 59.688307, 16.955556 | 10026900210001 | Ladda upp en bild av detta fornminne |
| Sparrsätra 21:2  | Stensättning                |              | Sparrsätra, Uppland |       | 59.688289, 16.955779 | 10026900210002 | Ladda upp en bild av detta fornminne |
| Sparrsätra 25:1  | Stensättning                |              | Sparrsätra, Uppland |       | 59.687126, 16.993749 | 10026900250001 | Ladda upp en bild av detta fornminne |
| Sparrsätra 25:2  | Hällristning                |              | Sparrsätra, Uppland |       | 59.687263, 16.993354 | 10026900250002 | Ladda upp en bild av detta fornminne |
| Sparrsätra 25:3  | Hällristning                |              | Sparrsätra, Uppland |       | 59.686851, 16.993923 | 10026900250003 | Ladda upp en bild av detta fornminne |
| Sparrsätra 27:1  | Hällristning                |              | Sparrsätra, Uppland |       | 59.689292, 16.997934 | 10026900270001 | Ladda upp en bild av detta fornminne |
| Sparrsätra 29:1  | Hällristning                |              | Sparrsätra, Uppland |       | 59.679596, 16.920102 | 10026900290001 | Ladda upp en bild av detta fornminne |
| Sparrsätra 30:1  | Gravfält                    |              | Sparrsätra, Uppland |       | 59.697187, 16.958630 | 10026900300001 | Ladda upp en bild av detta fornminne |
| Sparrsätra 31:1  | Hög                         |              | Sparrsätra, Uppland |       | 59.696995, 16.957702 | 10026900310001 | Ladda upp en bild av detta fornminne |
| Sparrsätra 32:1  | Gravfält                    |              | Sparrsätra, Uppland |       | 59.701312, 17.004707 | 10026900320001 | Ladda upp en bild av detta fornminne |
| Sparrsätra 33:1  | Stensättning                |              | Sparrsätra, Uppland |       | 59.700556, 17.010492 | 10026900330001 | Ladda upp en bild av detta fornminne |
| Sparrsätra 34:1  | Stensättning                |              | Sparrsätra, Uppland |       | 59.700031, 17.010425 | 10026900340001 | Ladda upp en bild av detta fornminne |
| Sparrsätra 35:1  | Stensättning                |              | Sparrsätra, Uppland |       | 59.705651, 17.012055 | 10026900350001 | Ladda upp en bild av detta fornminne |
| Sparrsätra 35:2  | Stensättning                |              | Sparrsätra, Uppland |       | 59.705557, 17.011770 | 10026900350002 | Ladda upp en bild av detta fornminne |
| Sparrsätra 47:1  | Stensättning                |              | Sparrsätra, Uppland |       | 59.678352, 17.008137 | 10026900470001 | Ladda upp en bild av detta fornminne |
| Sparrsätra 47:2  | Stensättning                |              | Sparrsätra, Uppland |       | 59.678171, 17.008089 | 10026900470002 | Ladda upp en bild av detta fornminne |
| Sparrsätra 48:1  | Stensättning                |              | Sparrsätra, Uppland |       | 59.678131, 17.010206 | 10026900480001 | Ladda upp en bild av detta fornminne |
| Sparrsätra 49:1  | Hög                         |              | Sparrsätra, Uppland |       | 59.679445, 17.011460 | 10026900490001 | Ladda upp en bild av detta fornminne |
| Sparrsätra 50:1  | Stensättning                |              | Sparrsätra, Uppland |       | 59.678962, 17.010618 | 10026900500001 | Ladda upp en bild av detta fornminne |
| Sparrsätra 52:1  | Stensättning                |              | Sparrsätra, Uppland |       | 59.705510, 17.000231 | 10026900520001 | Ladda upp en bild av detta fornminne |
| Sparrsätra 53:1  | Hällristning                |              | Sparrsätra, Uppland |       | 59.678069, 17.005964 | 10026900530001 | Ladda upp en bild av detta fornminne |
| Sparrsätra 53:2  | Hällristning                |              | Sparrsätra, Uppland |       | 59.678306, 17.005458 | 10026900530002 | Ladda upp en bild av detta fornminne |
| Sparrsätra 55:1  | Stensättning                |              | Sparrsätra, Uppland |       | 59.683346, 16.948455 | 10026900550001 | Ladda upp en bild av detta fornminne |
| Sparrsätra 55:2  | Stensättning                |              | Sparrsätra, Uppland |       | 59.683257, 16.948398 | 10026900550002 | Ladda upp en bild av detta fornminne |
| Sparrsätra 57:1  | Röse                        |              | Sparrsätra, Uppland |       | 59.685016, 16.953394 | 10026900570001 | Ladda upp en bild av detta fornminne |
| Sparrsätra 62:1  | Hällristning                |              | Sparrsätra, Uppland |       | 59.677888, 17.016148 | 10026900620001 | Ladda upp en bild av detta fornminne |
| Sparrsätra 66:1  | Stensättning                |              | Sparrsätra, Uppland |       | 59.678558, 17.009149 | 10026900660001 | Ladda upp en bild av detta fornminne |
| Sparrsätra 75:1  | Stensättning                |              | Sparrsätra, Uppland |       | 59.681904, 17.001397 | 10026900750001 | Ladda upp en bild av detta fornminne |
| Sparrsätra 75:2  | Stensättning                |              | Sparrsätra, Uppland |       | 59.681945, 17.001669 | 10026900750002 | Ladda upp en bild av detta fornminne |
| Sparrsätra 78:1  | Stensättning                |              | Sparrsätra, Uppland |       | 59.678399, 16.978541 | 10026900780001 | Ladda upp en bild av detta fornminne |
| Sparrsätra 83:1  | Stensättning                |              | Sparrsätra, Uppland |       | 59.684841, 16.978747 | 10026900830001 | Ladda upp en bild av detta fornminne |
| Sparrsätra 84:1  | Hög                         |              | Sparrsätra, Uppland |       | 59.687773, 16.965467 | 10026900840001 | Ladda upp en bild av detta fornminne |
| Sparrsätra 85:1  | Stensättning                |              | Sparrsätra, Uppland |       | 59.687248, 16.964971 | 10026900850001 | Ladda upp en bild av detta fornminne |
| Sparrsätra 85:3  | Stensättning                |              | Sparrsätra, Uppland |       | 59.687060, 16.964912 | 10026900850003 | Ladda upp en bild av detta fornminne |
| Sparrsätra 86:1  | Stensättning                |              | Sparrsätra, Uppland |       | 59.683855, 16.950447 | 10026900860001 | Ladda upp en bild av detta fornminne |
| Sparrsätra 86:2  | Stensättning                |              | Sparrsätra, Uppland |       | 59.683730, 16.950364 | 10026900860002 | Ladda upp en bild av detta fornminne |
| Sparrsätra 86:3  | Stensättning                |              | Sparrsätra, Uppland |       | 59.683620, 16.950217 | 10026900860003 | Ladda upp en bild av detta fornminne |
| Sparrsätra 86:4  | Stensättning                |              | Sparrsätra, Uppland |       | 59.684190, 16.950479 | 10026900860004 | Ladda upp en bild av detta fornminne |
| Sparrsätra 87:1  | Stensättning                |              | Sparrsätra, Uppland |       | 59.683292, 16.949365 | 10026900870001 | Ladda upp en bild av detta fornminne |
| Sparrsätra 87:2  | Grav markerad av sten/block |              | Sparrsätra, Uppland |       | 59.683390, 16.949366 | 10026900870002 | Ladda upp en bild av detta fornminne |
| Sparrsätra 91:1  | Stensättning                |              | Sparrsätra, Uppland |       | 59.685010, 16.945860 | 10026900910001 | Ladda upp en bild av detta fornminne |
| Sparrsätra 92:1  | Stensättning                |              | Sparrsätra, Uppland |       | 59.692337, 16.937457 | 10026900920001 | Ladda upp en bild av detta fornminne |
| Sparrsätra 97:1  | Stensättning                |              | Sparrsätra, Uppland |       | 59.709497, 17.010957 | 10026900970001 | Ladda upp en bild av detta fornminne |
| Sparrsätra 97:2  | Stensättning                |              | Sparrsätra, Uppland |       | 59.709389, 17.010867 | 10026900970002 | Ladda upp en bild av detta fornminne |
| Sparrsätra 108:1 | Stensättning                |              | Sparrsätra, Uppland |       | 59.706039, 17.006091 | 10026901080001 | Ladda upp en bild av detta fornminne |
| Sparrsätra 108:2 | Stensättning                |              | Sparrsätra, Uppland |       | 59.705883, 17.005914 | 10026901080002 | Ladda upp en bild av detta fornminne |
| Sparrsätra 111:1 | Hällristning                |              | Sparrsätra, Uppland |       | 59.702212, 17.009805 | 10026901110001 | Ladda upp en bild av detta fornminne |
| Sparrsätra 115:1 | Stensättning                |              | Sparrsätra, Uppland |       | 59.691854, 16.902031 | 10026901150001 | Ladda upp en bild av detta fornminne |
| Sparrsätra 119:1 | Hällristning                |              | Sparrsätra, Uppland |       | 59.707337, 17.011009 | 10026901190001 | Ladda upp en bild av detta fornminne |
| Sparrsätra 120:1 | Hällristning                |              | Sparrsätra, Uppland |       | 59.707206, 17.011685 | 10026901200001 | Ladda upp en bild av detta fornminne |
| Sparrsätra 121:1 | Hällristning                |              | Sparrsätra, Uppland |       | 59.707825, 17.015808 | 10026901210001 | Ladda upp en bild av detta fornminne |
| Sparrsätra 122:1 | Hällristning                |              | Sparrsätra, Uppland |       | 59.703113, 17.012954 | 10026901220001 | Ladda upp en bild av detta fornminne |
| Sparrsätra 154:1 | Gravfält                    |              | Sparrsätra, Uppland |       | 59.695627, 16.945417 | 10026901540001 | Ladda upp en bild av detta fornminne |
| Sparrsätra 163:1 | Stensättning                |              | Sparrsätra, Uppland |       | 59.702944, 16.946509 | 10026901630001 | Ladda upp en bild av detta fornminne |
| Sparrsätra 163:2 | Hällristning                |              | Sparrsätra, Uppland |       | 59.702873, 16.946192 | 10026901630002 | Ladda upp en bild av detta fornminne |
| Sparrsätra 164:1 | Hällristning                |              | Sparrsätra, Uppland |       | 59.702451, 16.945454 | 10026901640001 | Ladda upp en bild av detta fornminne |
| Sparrsätra 173:1 | Stensättning                |              | Sparrsätra, Uppland |       | 59.703334, 16.941548 | 10026901730001 | Ladda upp en bild av detta fornminne |
| Sparrsätra 175:1 | Grav- och boplatsområde     |              | Sparrsätra, Uppland |       | 59.703249, 16.940354 | 10026901750001 | Ladda upp en bild av detta fornminne |
| Sparrsätra 175:2 | Hällristning                |              | Sparrsätra, Uppland |       | 59.703150, 16.940072 | 10026901750002 | Ladda upp en bild av detta fornminne |
| Sparrsätra 179:1 | Stensättning                |              | Sparrsätra, Uppland |       | 59.703211, 16.995450 | 10026901790001 | Ladda upp en bild av detta fornminne |
| Sparrsätra 183:1 | Stensättning                |              | Sparrsätra, Uppland |       | 59.704669, 16.991482 | 10026901830001 | Ladda upp en bild av detta fornminne |
| Sparrsätra 183:2 | Stensättning                |              | Sparrsätra, Uppland |       | 59.704468, 16.990733 | 10026901830002 | Ladda upp en bild av detta fornminne |
| Sparrsätra 183:3 | Stensättning                |              | Sparrsätra, Uppland |       | 59.704664, 16.990441 | 10026901830003 | Ladda upp en bild av detta fornminne |
| Sparrsätra 190:2 | Hällristning                |              | Sparrsätra, Uppland |       | 59.697242, 16.956739 | 10026901900002 | Ladda upp en bild av detta fornminne |
| Sparrsätra 192:1 | Stensättning                |              | Sparrsätra, Uppland |       | 59.698086, 16.957849 | 10026901920001 | Ladda upp en bild av detta fornminne |
| Sparrsätra 195:1 | Stensättning                |              | Sparrsätra, Uppland |       | 59.700121, 16.959223 | 10026901950001 | Ladda upp en bild av detta fornminne |
| Sparrsätra 196:1 | Hällristning                |              | Sparrsätra, Uppland |       | 59.698137, 16.959174 | 10026901960001 | Ladda upp en bild av detta fornminne |
| Sparrsätra 197:1 | Hällristning                |              | Sparrsätra, Uppland |       | 59.696737, 16.959048 | 10026901970001 | Ladda upp en bild av detta fornminne |
| Sparrsätra 200:1 | Gravfält                    |              | Sparrsätra, Uppland |       | 59.698503, 16.959745 | 10026902000001 | Ladda upp en bild av detta fornminne |
| Sparrsätra 240:1 | Hällristning                |              | Sparrsätra, Uppland |       | 59.699043, 16.969062 | 10026902400001 | Ladda upp en bild av detta fornminne |